# Argyractis alemundalis
Argyractis alemundalis là một loài bướm đêm trong họ Crambidae.